# 針銀鉱
針銀鉱（しんぎんこう）もしくはアカンサイト (英: Acanthite)とは、シュツルンツ分類において「硫化鉱物および硫塩鉱物」に分類される、組成式 Ag2S の硫化銀(I)からなる比較的稀な鉱物である。
針銀鉱の結晶構造は単斜晶系で、通常は針状結晶もしくは四角形状、多くは立方体状結晶として産するが、灰色から黒色の集合鉱物としてもみられる。

## 命名と歴史

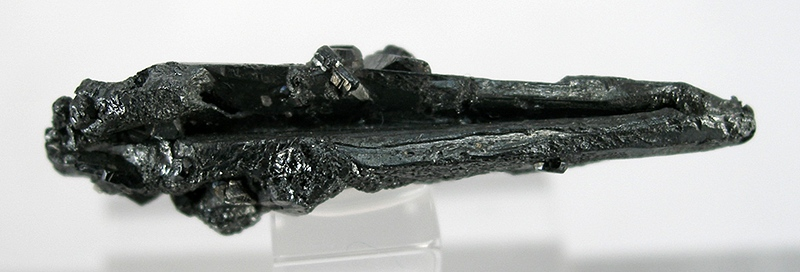
ザクセン州、エルツ山地中のフライベルク産の鏃状の針銀鉱

針銀鉱はチェコのヤーヒモフで初めて発見され、グスタフ・アドルフ・ケンゴット (1818–1897) により1855年に記載された。この鉱物は特徴的な結晶形からギリシャ語で「針」や「釘」を意味する ἄκων akanta から名付けられた。

## 分類
旧式だが普及している、シュツルンツ分類第8版では、針銀鉱は「硫化鉱物および硫塩鉱物」の「金属の硫黄、セレン、テルルに対する組成比が 1:1 よりも大きい硫化物」に属し、アギラライト、輝銀鉱、ベンレオナルダイト、Chenguodaite, Cervelleite, エンプレス鉱、ヘッス鉱、ナウマン鉱 、Tsnigriite, Stützite などと共に「輝銀鉱・ナウマン鉱群」を形成し、番号 II/B.05 が割り当てられている。
2001年から国際鉱物学連合が採用しているシュツルンツ分類第9版でも、針銀鉱は「硫化鉱物および硫塩鉱物」内の「金属硫化物、 M : S > 1 : 1（特に 2 : 1）」分類される。この分類項目は含有カチオン種に基いて細分化され、針銀鉱は「銅 (Cu)、銀 (Ag)、金 (Au) を含む鉱物」に属する。さらに、輝銀鉱と共に無名の 2.BA.30a 群を構成する。
ダナ分類でも針銀鉱は「硫化鉱物および硫塩鉱物」に分類され、そこから「硫化鉱物」に細分類される。この分類体系では番号 02.04.01 「針銀鉱群」が存在し、ナウマン鉱やアギラライトと共にさらに「組成式 AmBnXp を有し (m+n):p=2:1 を満たすセレンおよびテルルを含む硫化鉱物」に細分類される。

## 結晶構造
針銀鉱は空間群 P21/n（14番）に属し、格子定数 a = 4.23 Å; b = 6.93 Å; c = 7.86 Å, β = 99.6° の既約単位格子あたり4組成式を含む単斜晶系の結晶構造を有する。

## 多形
針銀鉱は立方晶系を持つ輝銀鉱の低温における単斜晶系の多形であり、輝銀鉱を 173 °C  より下に冷やしてもこの結晶構造に変化する。しかし、外形は輝銀鉱の結晶形に保たれることが多い（仮晶）。

## 形成と産出地

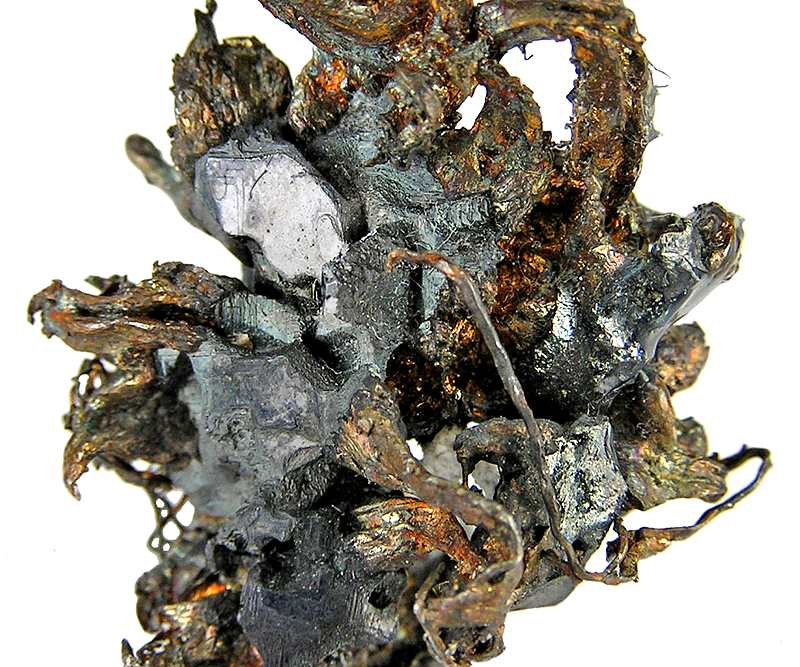
自然銀が「巻き付いた」針銀鉱

針銀鉱は銀鉱脈中で水熱合成される。随伴鉱物として輝銀鉱の他に銀、淡紅銀鉱、濃紅銀鉱などがあり、また方鉛鉱中に針銀鉱が含有されることも多い。
2010年までに、およそ2100箇所で確認されている。
ドイツではバーデン＝ヴュルテンベルク州のシュヴァルツヴァルト、バイエルン州のフィヒテル山地やオーバープファルツの森、ヘッセン州のやオーデンヴァルトやタウヌス山地、ニーダーザクセン州のハルツ山地、ノルトライン＝ヴェストファーレン州の多くの場所、ラインラント＝プファルツ州のアイフェルとフンスリュック山地、ザクセン＝アンハルト州、ザールラント州、ザクセン州のアンナベルク、シュネーベルクのほか様々な地域、テューリンゲン州で見られる。
オーストリアでは、ケルンテン州、ニーダーエスターライヒ州、ザルツブルク州、シュタイアーマルク州、チロル州の地域で見られる。
スイスでは、これまでにティチーノ州のミリエリア、ヴァレー州のビンタールおよびレッチェンタールでしか見付かっていない。
他にも、アルゼンチン、アルメニア、オーストラリア、ベルギー、ボリビア、ブラジル、ブルガリア、チリ、中国、エクアドル、エルサルバドル、フランス、ジョージア、ギリシャ、グリーンランド、ホンジュラス、インドネシア、イラン、アイルランド、イタリア、日本、カナダ、カザフスタン、コロンビア、マダガスカル、モロッコ、メキシコ、モンゴル、ナミビア、ニュージーランド、ニカラグア、ノルウェー、パプアニューニギア、ペルー、ポーランド、ポルトガル、ルーマニア、ロシア、サウジアラビア、スウェーデン、スロバキア、スロベニア、スペイン、南アフリカ、韓国、タジキスタン、チェコ、トルコ、ウクライナ、ハンガリー、ウズベキスタン、米領ヴァージン諸島、イギリス、アメリカ合衆国に分布する 。
大西洋中央海嶺の岩石標本や、ルナ24号が持ち帰った月の岩石標本にも針銀鉱が見られる。

## 用途
針銀鉱は銀精錬の原鉱として用いられる。